# Vuelta a España 2022/18. Etappe
Die 18. Etappe der Vuelta a España 2022 fand am 8. September 2022 statt und endete mit der achten und letzten Bergankunft der 77. Austragung des spanischen Etappenrennens. Die Strecke führte von Trujillo über 192 Kilometer auf die Alto de Piornal (1166 m). Nach der Zielankunft hatten die Fahrer insgesamt 2673 Kilometer absolviert, was 87,3 % der Gesamtdistanz der Rundfahrt entsprach.

## Streckenführung
Der Start der Etappe erfolgte in Trujillo, ehe es auf flachem Terrain in Richtung Norden ging. Bei Villarreal de San Carlos führte die Strecke durch den Nationalpark Monfragüe und anschließend weiter nach Plasencia, wo das Fahrerfeld nach 76,2 Kilometern den Fuß des Iberischen Scheidegebirges erreichte. Nun folgern zwei kurze Anstiege, die jedoch mit keiner Bergwertung versehen waren. Der erste klassifizierte Anstieg wurde nach 109,7 Kilometern auf der Alto de la Desesperá (977 m) überquert. Dieser wies auf seinen 3,7 Kilometern Länge eine durchschnittliche Steigung von 9,4 % auf und war mit einer Bergwertung der 2. Kategorie klassifiziert. Im Anschluss folgte eine längere Abfahrt nach Jaraíz de la Vera, ehe es nach Cuacos de Yuste und weiter zum Zwischensprint in Garganta la Olla ging. Nach dem Zwischensprint begann die Straße erneut zu steigen und führte auf den Puerto de Piornal (1270 m), wo die Punkte bei der Bergwertung Alto de Pinoral vergeben wurden. Zusätzlich wurden auf dem Anstieg der 1. Kategorie, der 40,8 Kilometer vor dem Ziel passiert wurde, auch Bonussekunden ausgefahren. Die nachfolgende Abfahrt führte über Barrado und beinhaltete auf ihrem weiteren Weg zum Río Jerte auch eine kurze Gegensteigung. Im Tal angekommen, bogen die Fahrer rechts ab und folgten dem Río Jerte stromaufwärts, ehe es nach rund fünf flachen Kilometern in den Schlussanstieg ging.
Der Schlussanstieg begann bei der Abfahrt von der N-110 auf die CC-17.5 und führte über 13,5 Kilometer in Richtung Piornal. Die durchschnittliche Steigung des Anstiegs lag bei 5 %, wobei die Steigung rhythmisch verlief und nur selten Kilometerschnitte von über 6 % aufwies. Die kurvenreiche Auffahrt führte über Valdastillas und endete bei der Ortseinfahrt von Piornal (1166 m) auf der Avenida del Valle. Wie die Ostauffahrt, war auch die Nordauffahrt als Bergwertung der 1. Kategorie klassifiziert.
|                            | Ort                                 | Kilometer | Länge (km) | Höhe (m) | Ø Steigung |
| -------------------------- | ----------------------------------- | --------- | ---------- | -------- | ---------- |
| Start                      | Trujillo                            | 0         |            |          |            |
| Bergwertung (2. Kategorie) | Alto de la Desesperá                | 109,7     | 03,7       | 0977     | 9,4 %      |
| Zwischensprint             | Garganta la Olla                    | 137,8     |            |          |            |
| Bergwertung (1. Kategorie) | Alto de Piornal (Puerto de Piornal) | 151,2     | 13,5       | 1270     | 5 %        |
| Bonussprint                | Alto de Piornal (Puerto de Piornal) | 151,2     |            |          |            |
| Bergwertung (1. Kategorie) | Alto de Piornal (Avenida del Valle) | 192,0     | 13,5       | 1166     | 5 %        |
| Ziel                       | Alto de Piornal (Avenida del Valle) | 192,0     |            |          |            |

## Rennverlauf und Ergebnisse
Mit Bruno Armirail (Groupama-FDJ) und Samuele Battistella (Astana Qazaqstan) nahmen zwei Fahrer den 18. Tagesabschnitt nicht in Angriff. Unmittelbar nach dem Start kam es zu mehreren Attacken im Feld, wobei sich keine Gruppe langfristig lösen konnte. Nach rund 20 Kilometern führte die Nervosität im Fahrerfeld zu einem Sturz, in den zehn Fahrer involviert waren. Während der Gesamtvierte Carlos Rodríguez (Ineos Grenadiers), der Führende in der Punktewertung Mads Pedersen (Trek-Segafredo), sowie die anderen gestürzten Fahrer das Rennen fortsetzten konnten, musst Jay Vine (Alpecin-Deceuninck), der die Bergwertung überlegen anführte die Rundfahrt aufgrund seiner Verletzungen beenden. Nach dem Ausstieg des Australiers schlüpfte somit Richard Carapaz (Ineos Grenadiers) virtuell in das gepunktete Trikot. Nach rund 56 Kilometern setzte sich schlussendlich eine Ausreißergruppe ab in der 41 Fahrer vertreten waren. Folgende Teams, geordnet nach dem besten Fahrer im Gesamtklassement waren Teil dieser Gruppe: Richard Carapaz, Tao Geoghegan Hart (beide Ineos Grenadiers), Thibaut Pinot, Rudy Molard (beide Groupama-FDJ), Marc Soler, Ivo Oliveira (beide UAE Team Emirates), Gino Mäder, Edoardo Zambanini, Jasha Sütterlin (alle Bahrain Victorious), Jan Bakelants (Intermarché-Wanty-Gobert Matériaux), Hugh Carthy, Mark Padun, Merhawi Kudus, James Shaw, Julius van den Berg (alle EF Education-EasyPost), Sergio Higuita, Matteo Fabbro, Danny van Poppel (alle Bora-hansgrohe), Sam Oomen, Robert Gesink, Mike Teunissen (alle Jumbo-Visma), Nélson Oliveira, Carlos Verona (beide Movistar), Élie Gesbert, Łukasz Owsian, Daniel McLay, Clément Russo (alle Arkéa-Samsic), Lawson Craddock (BikeExchange-Jayco), José Manuel Díaz, Daniel Navarro, Jetse Bol (alle Burgos-BH), Xandro Meurisse (Alpecin-Deceuninck), Vincenzo Nibali (Astana Qazaqstan), Omer Goldstein (Israel-Premier Tech), Davide Villella (Cofidis), Raúl García Pierna (Kern Pharma), Fausto Masnada (Quick-Step Alpha Vinyl), Nicolas Prodhomme (AG2R Citroën), Gotzon Martín, Mikel Iturria (beide Euskaltel-Euskadi) und Dario Cataldo (Trek-Segafredo). Zwar stellten die Fahrer für den Gesamtführenden Remco Evenepoel (Quick-Step Alpha Vinyl) keine unmittelbare Gefahr dar, doch die Teams der Gesamtklassement-Fahrer hatten ihre Helfer in der Ausreißergruppe positioniert.
Die Ausreißergruppe fuhr auf den ersten 100 Kilometern anschließend einen Vorsprung von rund neun Minuten heraus. Noch vor dem ersten kategorisierten Anstieg, dem Alto de la Desesperá (977 m), setzten sich Brandon McNulty (UAE Team Emirates) und sein Teamkollege João Almeida rund 90 Kilometer vor dem Zeil vom Hauptfeld ab. Nachdem die beiden rund eine Minute auf das Peloton herausgefahren hatten, ließ sich Brandon McNulty nach getaner Arbeit zurückfallen und der Gesamtsechste versuchte allein zu der Spitzengruppe aufzuschließen, die etwa fünf Minuten vor ihm lagen. Im Hauptfeld übernahm nun das Astana Qazaqstan Team die Tempoarbeit um die Position von dem Gesamtfünften Miguel Ángel López zu schützen. In der Ausreißergruppe kam es zu ersten Attacken, doch kein Fahrer konnte sich von der großen Gruppe langfristig absetzten. Die erste Bergwertung, die 82 Kilometer vor dem Ziel auf der Alto de la Desesperá abgenommen wurde, gewann Richard Carapaz, der somit seine Führung in der Sonderwertung aus. Die weiteren Punkte gingen an Xandro Meurisse und Vincenzo Nibali. Beim Zwischensprint, der rund 54 Kilometer vor dem Ziel abgenommen wurde, setzte sich Danny van Poppel vor Julius van den Berg und Jan Bakelants durch. In der Punktewertung war Mads Pedersen jedoch rein rechnerisch nicht mehr einzuholen. In der nachfolgenden Steigung der Alto de Piornal (1270 m) begann die Ausreißergruppe zu zerfallen. Mit Richard Carapaz, Thibaut Pinot, Hugh Carthy, Sergio Higuita, Robert Gesink und Élie Gesbert setzten sich sechs Fahrer ab, die die Kuppe mit einem Vorsprung von rund einer Minute überquerten. Richard Carapaz holte erneut die meisten Punkte im Kampf um die Bergwertung und sicherte sich zudem die drei Bonussekunden. Die weiteren Punkte und Zeitbonifikationen gingen an Sergio Higuita und Hugh Carthy. Marc Soler hatte sich zwischenzeitlich aus der ehemaligen Ausreißergruppe zurückfallen lassen und unterstützte nun seinen Teamkollegen João Almeida, dessen Rückstand auf die sechs-köpfige Spitzengruppe auf drei Minuten geschmolzen war. Zwar konnte der Portugiese in der Abfahrt die Lücke zu den abgehängten Fahrern der ehemaligen Ausreißergruppe schließen, doch sein Vorsprung auf das stark dezimierte Hauptfeld blieb konstant bei nur rund einer Minute.
Im Schlussanstieg auf die Alto de Piornal (1166 m), die diesmal von einer anderen Seite befahren wurde, kam es in der Spitzengruppe bereits früh zu den ersten Attacken. Zunächst setzten sich Élie Gesbert und Robert Gesink von ihren Begleitern ab, ehe Robert Gesink rund 6,5 Kilometer vor dem Ziel auch den Franzosen distanzierte. Sein Vorsprung auf das Hauptfeld war mittlerweile jedoch auf unter eine Minute gesunken. Im Hauptfeld kam es ebenfalls zu mehreren Attacken. Der Gesamtzweite Enric Mas (Movistar) versuchte Remco Evenepoel zu distanzieren was ihm jedoch nicht gelang. Auch ein Angriff vom Träger des Roten Trikots brachte keine Vorentscheidung, führte jedoch dazu, dass die Gruppe um João Almeida eingeholt wurde. Zudem bekam Carlos Rodríguez, der zu Beginn der Etappe gestürzt war, Schwierigkeiten und konnte dem Tempo der anderen Favoriten nicht folgen. Robert Gesink profitierte von dem ständigen Tempowechsel der Gesamtklassement-Fahrer und erreichte den letzten Kilometer mit einem Vorsprung von rund 20 Sekunden. Im Finale forcierte Enric Mas jedoch erneut das Tempo und schloss gemeinsam mit Remco Evenepoel rund 400 Meter vor dem Ziel zu dem Niederländer auf. Im Zielsprint setzte sich der Gesamtführende Remco Evenepoel durch, der nach dem Sieg im Einzelzeitfahren nun seinen zweiten Etappen-Triumph bei der Spanien-Rundfahrt feierte. Platz zwei ging an Enric Mas, der auf den letzten Metern noch zwei Sekunden auf den Belgier verlor, aber weiterhin der erste Verfolger in der Gesamtwertung blieb. Der Gesamtdritte Juan Ayuso (UAE Team Emirates) erreichte das Ziel gemeinsam mit sieben anderen Fahrern als achter und verlor 13 Sekunden auf den Etappensieger. Carlos Rodríguez verlor eine Minute und 19 Sekunden und musste seinen vierten Gesamtrang an Miguel Ángel López abgeben. Neben Jay Vine erreichte auch Quentin Pacher (Groupama-FDJ) das Ziel der Etappe nicht, womit noch 134 Fahrer in der Rundfahrt verblieben.
| \| Etappenergebnis \| Etappenergebnis \| Etappenergebnis \| Etappenergebnis \| Etappenergebnis \| \| Fahrer \| Fahrer \| Land \| Team \| Zeit \| \| --------------- \| ------------------ \| --------------- \| ---------------------- \| --------------- \| \| 1. \| Remco Evenepoel \| Belgien \| Quick-Step Alpha Vinyl \| 4 h 05 min 17 s \| \| 2. \| Enric Mas \| Spanien \| Movistar Team \| + 2 s \| \| 3. \| Robert Gesink \| Niederlande \| Jumbo-Visma \| + 2 s \| \| 4. \| Jai Hindley \| Australien \| Bora-Hansgrohe \| + 13 s \| \| 5. \| Thymen Arensman \| Niederlande \| Team DSM \| + 13 s \| \| 6. \| Thibaut Pinot \| Frankreich \| Groupama-FDJ \| + 13 s \| \| 7. \| Ben O’Connor \| Australien \| AG2R Citroën Team \| + 13 s \| \| 8. \| Juan Ayuso \| Spanien \| UAE Team Emirates \| + 13 s \| \| 9. \| Miguel Ángel López \| Kolumbien \| Astana Qazaqstan Team \| + 13 s \| \| 10. \| João Almeida \| Portugal \| UAE Team Emirates \| + 13 s \| |                    |             |                        |                 |
| |                    |             |                        |                 |
| Quelle: ProCyclingStats |                    |             |                        |                 |
| Etappenergebnis |                    |             |                        |                 |
| Fahrer | Fahrer             | Land        | Team                   | Zeit            |
| 1. | Remco Evenepoel    | Belgien     | Quick-Step Alpha Vinyl | 4 h 05 min 17 s |
| 2. | Enric Mas          | Spanien     | Movistar Team          | + 2 s           |
| 3. | Robert Gesink      | Niederlande | Jumbo-Visma            | + 2 s           |
| 4. | Jai Hindley        | Australien  | Bora-Hansgrohe         | + 13 s          |
| 5. | Thymen Arensman    | Niederlande | Team DSM               | + 13 s          |
| 6. | Thibaut Pinot      | Frankreich  | Groupama-FDJ           | + 13 s          |
| 7. | Ben O’Connor       | Australien  | AG2R Citroën Team      | + 13 s          |
| 8. | Juan Ayuso         | Spanien     | UAE Team Emirates      | + 13 s          |
| 9. | Miguel Ángel López | Kolumbien   | Astana Qazaqstan Team  | + 13 s          |
| 10. | João Almeida       | Portugal    | UAE Team Emirates      | + 13 s          |

## Gesamtstände
| \| Gesamtwertung \| Gesamtwertung \| Gesamtwertung \| Gesamtwertung \| Gesamtwertung \| \| Fahrer \| Fahrer \| Land \| Team \| Zeit \| \| ------------- \| ------------------ \| ------------- \| ---------------------- \| ---------------- \| \| 1. \| Remco Evenepoel \| Belgien \| Quick-Step Alpha Vinyl \| 69 h 59 min 12 s \| \| 2. \| Enric Mas \| Spanien \| Movistar Team \| + 2 min 07 s \| \| 3. \| Juan Ayuso \| Spanien \| UAE Team Emirates \| + 5 min 14 s \| \| 4. \| Miguel Ángel López \| Kolumbien \| Astana Qazaqstan Team \| + 5 min 56 s \| \| 5. \| Carlos Rodríguez \| Spanien \| Ineos Grenadiers \| + 6 min 49 s \| \| 6. \| João Almeida \| Portugal \| UAE Team Emirates \| + 7 min 14 s \| \| 7. \| Thymen Arensman \| Niederlande \| Team DSM \| + 8 min 09 s \| \| 8. \| Ben O’Connor \| Australien \| AG2R Citroën Team \| + 9 min 34 s \| \| 9. \| Rigoberto Urán \| Kolumbien \| EF Education-EasyPost \| + 9 min 56 s \| \| 10. \| Jai Hindley \| Australien \| Bora-Hansgrohe \| + 12 min 03 s \| |                    |             |                        |                  |
| |                    |             |                        |                  |
| Quelle: ProCyclingStats |                    |             |                        |                  |
| Gesamtwertung |                    |             |                        |                  |
| Fahrer | Fahrer             | Land        | Team                   | Zeit             |
| 1. | Remco Evenepoel    | Belgien     | Quick-Step Alpha Vinyl | 69 h 59 min 12 s |
| 2. | Enric Mas          | Spanien     | Movistar Team          | + 2 min 07 s     |
| 3. | Juan Ayuso         | Spanien     | UAE Team Emirates      | + 5 min 14 s     |
| 4. | Miguel Ángel López | Kolumbien   | Astana Qazaqstan Team  | + 5 min 56 s     |
| 5. | Carlos Rodríguez   | Spanien     | Ineos Grenadiers       | + 6 min 49 s     |
| 6. | João Almeida       | Portugal    | UAE Team Emirates      | + 7 min 14 s     |
| 7. | Thymen Arensman    | Niederlande | Team DSM               | + 8 min 09 s     |
| 8. | Ben O’Connor       | Australien  | AG2R Citroën Team      | + 9 min 34 s     |
| 9. | Rigoberto Urán     | Kolumbien   | EF Education-EasyPost  | + 9 min 56 s     |
| 10. | Jai Hindley        | Australien  | Bora-Hansgrohe         | + 12 min 03 s    |

| Punktewertung | Punktewertung    | Punktewertung          | Punktewertung          | Punktewertung |
| Fahrer        | Fahrer           | Land                   | Team                   | Punkte        |
| ------------- | ---------------- | ---------------------- | ---------------------- | ------------- |
| 1.            | Mads Pedersen    | Dänemark               | Trek-Segafredo         | 349 P.        |
| 2.            | Fred Wright      | Vereinigtes Königreich | Bahrain Victorious     | 149 P.        |
| 3.            | Marc Soler       | Spanien                | UAE Team Emirates      | 133 P.        |
| 4.            | Remco Evenepoel  | Belgien                | Quick-Step Alpha Vinyl | 123 P.        |
| 5.            | Enric Mas        | Spanien                | Movistar Team          | 107 P.        |
| 6.            | Danny van Poppel | Niederlande            | Bora-Hansgrohe         | 92 P.         |
| 7.            | Pascal Ackermann | Deutschland            | UAE Team Emirates      | 86 P.         |
| 8.            | Lawson Craddock  | Vereinigte Staaten     | BikeExchange-Jayco     | 64 P.         |
| 9.            | Jesús Herrada    | Spanien                | Cofidis                | 62 P.         |
| 10.           | Kaden Groves     | Australien             | BikeExchange-Jayco     | 60 P.         |

| Bergwertung | Bergwertung        | Bergwertung | Bergwertung            | Bergwertung |
| Fahrer      | Fahrer             | Land        | Team                   | Punkte      |
| ----------- | ------------------ | ----------- | ---------------------- | ----------- |
| 1.          | Richard Carapaz    | Ecuador     | Ineos Grenadiers       | 45 P.       |
| 2.          | Enric Mas          | Spanien     | Movistar Team          | 25 P.       |
| 3.          | Thymen Arensman    | Niederlande | Team DSM               | 23 P.       |
| 4.          | Robert Stannard    | Australien  | Alpecin-Deceuninck     | 21 P.       |
| 5.          | Marc Soler         | Spanien     | UAE Team Emirates      | 20 P.       |
| 6.          | Remco Evenepoel    | Belgien     | Quick-Step Alpha Vinyl | 19 P.       |
| 7.          | Jimmy Janssens     | Belgien     | Alpecin-Deceuninck     | 17 P.       |
| 8.          | Miguel Ángel López | Kolumbien   | Astana Qazaqstan Team  | 16 P.       |
| 9.          | Thibaut Pinot      | Frankreich  | Groupama-FDJ           | 13 P.       |
| 10.         | Jesús Herrada      | Spanien     | Cofidis                | 11 P.       |

| Nachwuchswertung | Nachwuchswertung    | Nachwuchswertung | Nachwuchswertung       | Nachwuchswertung  |
| Fahrer           | Fahrer              | Land             | Team                   | Zeit              |
| ---------------- | ------------------- | ---------------- | ---------------------- | ----------------- |
| 1.               | Remco Evenepoel     | Belgien          | Quick-Step Alpha Vinyl | 69 h 59 min 12 s  |
| 2.               | Juan Ayuso          | Spanien          | UAE Team Emirates      | + 5 min 14 s      |
| 3.               | Carlos Rodríguez    | Spanien          | Ineos Grenadiers       | + 6 min 49 s      |
| 4.               | João Almeida        | Portugal         | UAE Team Emirates      | + 7 min 14 s      |
| 5.               | Thymen Arensman     | Niederlande      | Team DSM               | + 8 min 09 s      |
| 6.               | Gino Mäder          | Schweiz          | Bahrain Victorious     | + 47 min 06 s     |
| 7.               | José Félix Parra    | Spanien          | Equipo Kern Pharma     | + 53 min 51 s     |
| 8.               | Sergio Higuita      | Kolumbien        | Bora-Hansgrohe         | + 1 h 00 min 36 s |
| 9.               | Edoardo Zambanini   | Italien          | Bahrain Victorious     | + 1 h 12 min 00 s |
| 10.              | Clément Champoussin | Frankreich       | AG2R Citroën Team      | + 1 h 16 min 41 s |

| Mannschaftswertung | Mannschaftswertung                 | Mannschaftswertung           | Mannschaftswertung |
| Team               | Team                               | Land                         | Zeit               |
| ------------------ | ---------------------------------- | ---------------------------- | ------------------ |
| 1.                 | UAE Team Emirates                  | Vereinigte Arabische Emirate | 209 h 11 min 25 s  |
| 2.                 | Ineos Grenadiers                   | Vereinigtes Königreich       | + 48 min 53 s      |
| 3.                 | Bahrain Victorious                 | Bahrain                      | + 1 h 11 min 54 s  |
| 4.                 | Movistar Team                      | Spanien                      | + 1 h 13 min 20 s  |
| 5.                 | Bora-Hansgrohe                     | Deutschland                  | + 1 h 22 min 24 s  |
| 6.                 | Astana Qazaqstan Team              | Kasachstan                   | + 1 h 27 min 21 s  |
| 7.                 | Jumbo-Visma                        | Niederlande                  | + 1 h 55 min 05 s  |
| 8.                 | EF Education-EasyPost              | Vereinigte Staaten           | + 1 h 56 min 14 s  |
| 9.                 | Intermarché-Wanty-Gobert Matériaux | Belgien                      | + 2 h 03 min 38 s  |
| 10.                | Groupama-FDJ                       | Frankreich                   | + 2 h 18 min 02 s  |

## Ausgeschiedene Fahrer
Die folgenden Fahrer waren aus der Tour ausgeschieden:
- Bruno Armirail (Groupama-FDJ) – DNS wegen Bronchitis
- Samuele Battistella (Astana Qazaqstan Team) – DNS wegen Fieber
- Jay Vine (Alpecin-Deceuninck) – DNF wegen Sturzfolgen
- Quentin Pacher (Groupama-FDJ)